# FlyArystan
Eurasia’s Low Fares Airline
FlyArystan est une compagnie aérienne à bas prix basée à Almaty, au Kazakhstan. Il s'agit de la filiale à bas prix d'Air Astana. La fondation de FlyArystan a été approuvée par les co-actionnaires d'Air Astana, Samruk-Kazyna Sovereign Wealth Fund et BAE Systems PLC, et a été approuvée par le président kazakh, Nursultan Nazarbayev, le 2 novembre 2018.

## Histoire
La compagnie aérienne a effectué ses premiers vols le 1er mai 2019 avec des services depuis son aéroport hub, l'aéroport international d'Almaty.
Peter Foster, président-directeur général d'Air Astana, a déclaré lors d'une conférence de presse à Almaty le 6 novembre 2018 que la création de la compagnie FlyArystan représente «d'une part une réponse à la demande de tarifs aériens plus bas dans un marché local plus compétitif, d'autre part, une reconnaissance de l'énorme opportunité des voyages aériens à bas prix dans toute l'Asie centrale et le Caucase ».

## Destinations
En juin 2020, FlyArystan dessert 16 destinations. Le premier vol de FlyArystan a eu lieu le 1er mai 2019, de l'aéroport d'Almaty à l'aéroport d'Astana. Le 13 décembre 2019, la compagnie aérienne a lancé son premier vol international de Nur-Sultan à Moscou (ZIA) avec un Airbus A320-200 transféré par sa maison mère Air Astana .

## Flotte

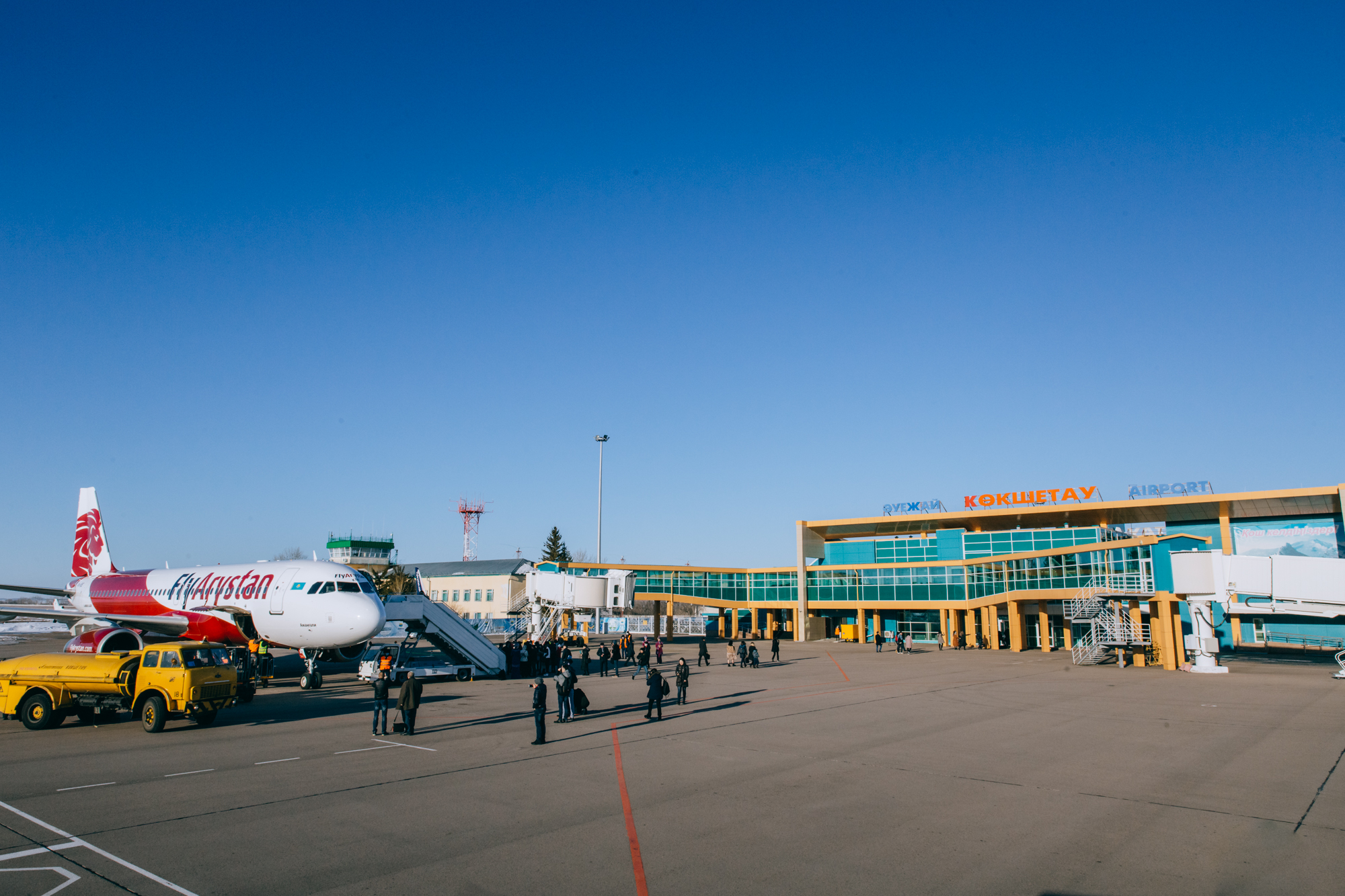
Airbus A320-200 sur des stands à l'Aéroport International de Kokshetau

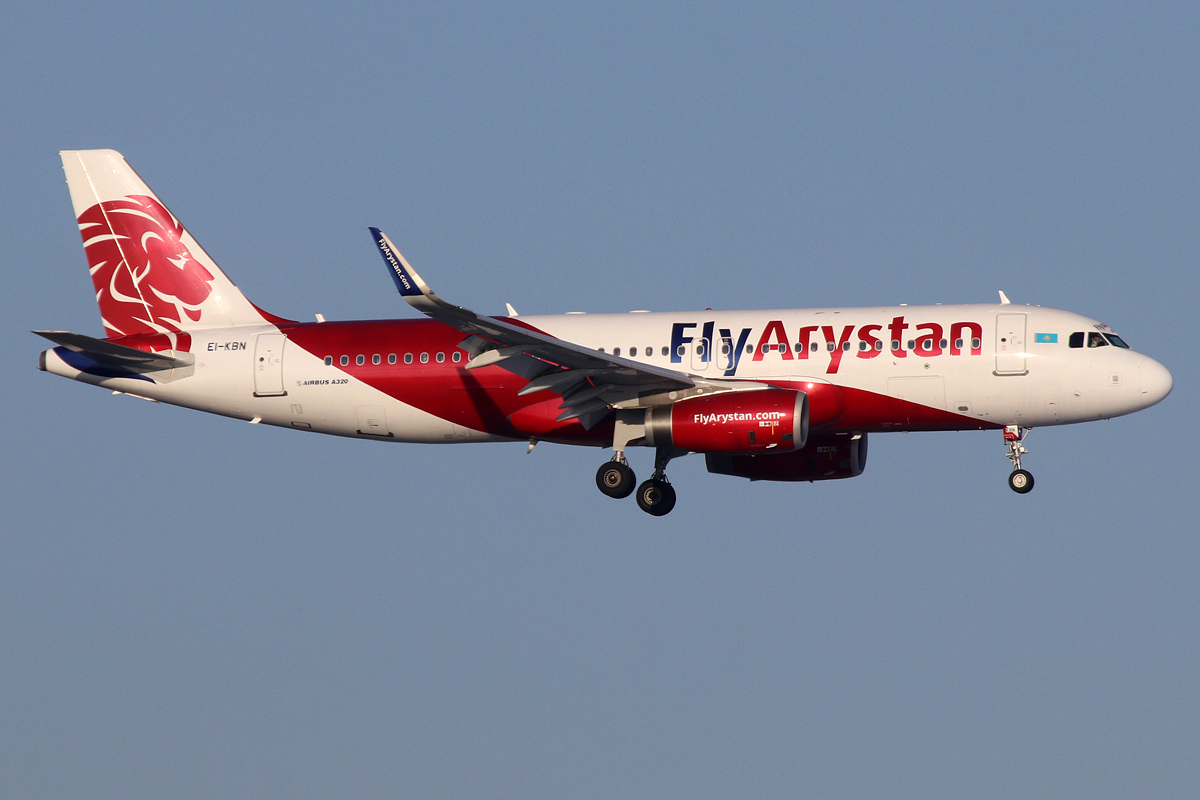
Airebus A320-232 de FlyArystan immatriculé EI-KBN

### Flotte actuelle
En janvier 2025, la flotte FlyArystan est composée d' avions de la famille Airbus A320.
| Avion           | En service | Commandes | Passagers | Remarques                 |
| --------------- | ---------- | --------- | --------- | ------------------------- |
| Airbus A320-200 | 7          | —         | 180       | Transférés par Air Astana |
| Airbus A320N    | 1          | –         |           |                           |
| Total           | 8          | —         |           |                           |

FlyArystan prévoit d'augmenter sa flotte à au moins 15 avions d'ici 2022.
FlyArystan a déposé une lettre d'intention au salon aéronautique de Dubaï 2019 pour l'acquisition de 30 Boeing 737 MAX 8.